# Arabidopsis thaliana
Arabidopsis thaliana es una especie de planta con flor de la familia de las brasicáceas, a la que también pertenecen la coliflor y la mostaza. Esta pequeña planta herbácea anual es nativa de Europa, Asia y el noroeste de África. Debido a sus características, es el organismo modelo vegetal más utilizado para el estudio de la genética en plantas y la botánica en general. Fue la primera planta cuyo genoma fue completamente secuenciado.
El genoma haploide de A. thaliana consta de cinco cromosomas y 125 millones de pares de bases, por lo que es relativamente pequeño en comparación con el de otras especies vegetales, lo cual facilita su estudio. Sin embargo, aunque muchos de sus 26.000 genes aún no tienen función conocida, mucho se ha descubierto sobre el papel de cada uno en la fisiología de la especie, con aportaciones para el conocimiento de la genética de las plantas en general.

## Descripción
Planta herbácea con una altura comprendida normalmente entre los 1 y 3 dm.
El tallo es erecto con ramificación un poco alejada de la base. Desde la base de la planta está cubierto de pelos ramificados, dispuestos muy densamente y cortos (tomentosos), que van desapareciendo o se reduce su densidad a medida que nos aproximamos a las inflorescencias.
Las hojas son simples de elípticas a ovales con los bordes enteros. Tiene dos tipos de hojas, las basales de hasta 2 × 0,5 cm; arrosetadas (pegadas al suelo y formando una roseta, del centro saldrá el tallo), se aprecia bien en la fotografía de las hojas basales y las caulinares (las que están a lo largo del tallo), éstas son más pequeñas como se aprecia en la fotografía son sésiles, esto es carentes de pecíolo.
Las inflorescencias se presentan en racimos, en el extremo de las ramas o el tallo, no demasiados compactos, éstas se van separando unas de otras a medida que el tallo crece, por lo que los pedúnculos de los frutos maduros estarán separados del orden de un centímetro entre ellos.
Las flores hermafroditas (con los atributos de ambos sexos) de unos 5 mm de diámetro, normalmente con cuatro pétalos blancos, espatulados. Se distinguen en ella sin dificultad todos los órganos florales.
El fruto es una silicua linear aparece del centro de la flor, alargado, de unos 3 cm de longitud y 1 mm de anchura, cilíndrico, un poco arqueado y sin pelos. Éstos contienen dos cavidades en las que se alojan las semillas ovoideas en hilera, sin tocarse entre ellas, en número elevado; unas 30 por silicua. En la madurez tienen un color anaranjado son lisas y miden medio milímetro aproximadamente.
Es una planta anual, raramente bienal; con un ciclo corto, inferior a cinco meses. En laboratorios se obtiene entre las 8 y 10 semanas.
En el año 1907 el Dr. F. Laibach (1885-1966) descubrió el número de cromosomas de la Arabidopsis thaliana:  2n = 10; sugiriendo el potencial para la experimentación genética, entre otras razones por la brevedad de su ciclo vital.

En el año 1996 más de doscientos científicos que trabajan en 35 instituciones diferentes crean el proyecto de investigación, AGI (Iniciativa para el Genoma de la Arabidopsis). En diciembre del año 2000 se presentó por vez primera el mapa genético de la planta con 25 498 genes identificados que codifican proteínas de 11 000 familias, la Arabidopsis thaliana, se convertía así en la primera planta cuyo genoma ha sido secuenciado.
Su genoma posee un tamaño de aproximadamente 135 Mb, y durante bastante tiempo se pensó que su genoma era el más pequeño de entre las plantas con flores. Hoy día se sabe que las plantas del género Genlisea poseen un tamaño de genoma más pequeño, del orden de 63,5 Mb.

## Basónimo
Es publicado por vez primera en Species plantarum en 1753 por Carlos Linneo (1707 - 1778) con el nombre de Arabis thaliana L. y en 1842 en Flora von Sachsen como Arabidopsis thaliana Heynh. (1800-1860).

## Sinonimia
- Arabidopsis thaliana var. apetala O.E.Schulz
- Arabidopsis thaliana var. brachycarpa Andr.
- Arabidopsis thaliana var. burnatii (Briq.) Briq.
- Arabidopsis thaliana var. genuina Briq.
- Arabidopsis thaliana var. pusilla (Hochst. ex A.Rich.) O.E.Schulz
- Arabidopsis thaliana var. thaliana
- Arabis arcuata
- Arabis crantziana
- Arabis pubicalyx Miq.
- Arabis pubicalyx var. soyensis H.Boissieu
- Arabis scabra Gilib.
- Arabis thaliana var. pubicalyx (Miq.) Makino
- Arabis zeyheriana Turcz.
- Cardamine pusilla
- Conringia thaliana (L.) Rchb.
- Crucifera thaliana (L.) E.H.L.Krause
- Erysimum pubicalyx (Miq.) Kuntze
- Erysimum thalianum (L.) Fritsch, 1890
- Hesperis thaliana (L.) Kuntze
- Nasturtium thaliana (L.) Andrz.
- Phryne gesneri Bubani
- Pilosella thaliana (L.) Kostel.
- Sisymbrium bellidifolium Poir.
- Sisymbrium thalianum (L.) Gaudin
- Stenophragma thalianum (L.) Celak.

NOTA: Los nombres que presentan enlaces son sinónimos en otras especies.

## Etimología
Arabis de la primera clasificación que hizo Linneo y del griego opsis que se traduce por parecido o con apariencia.
Thaliana, en honor al médico alemán Johannes Thal (1542 - 1583), quien descubrió la planta en las montañas de Harz, que están situadas en el centro de Alemania, (hoy convertido en el Parque nacional de Harz en Baja Sajonia) llamándola Pisonella siliquosa

## Procedencia y distribución

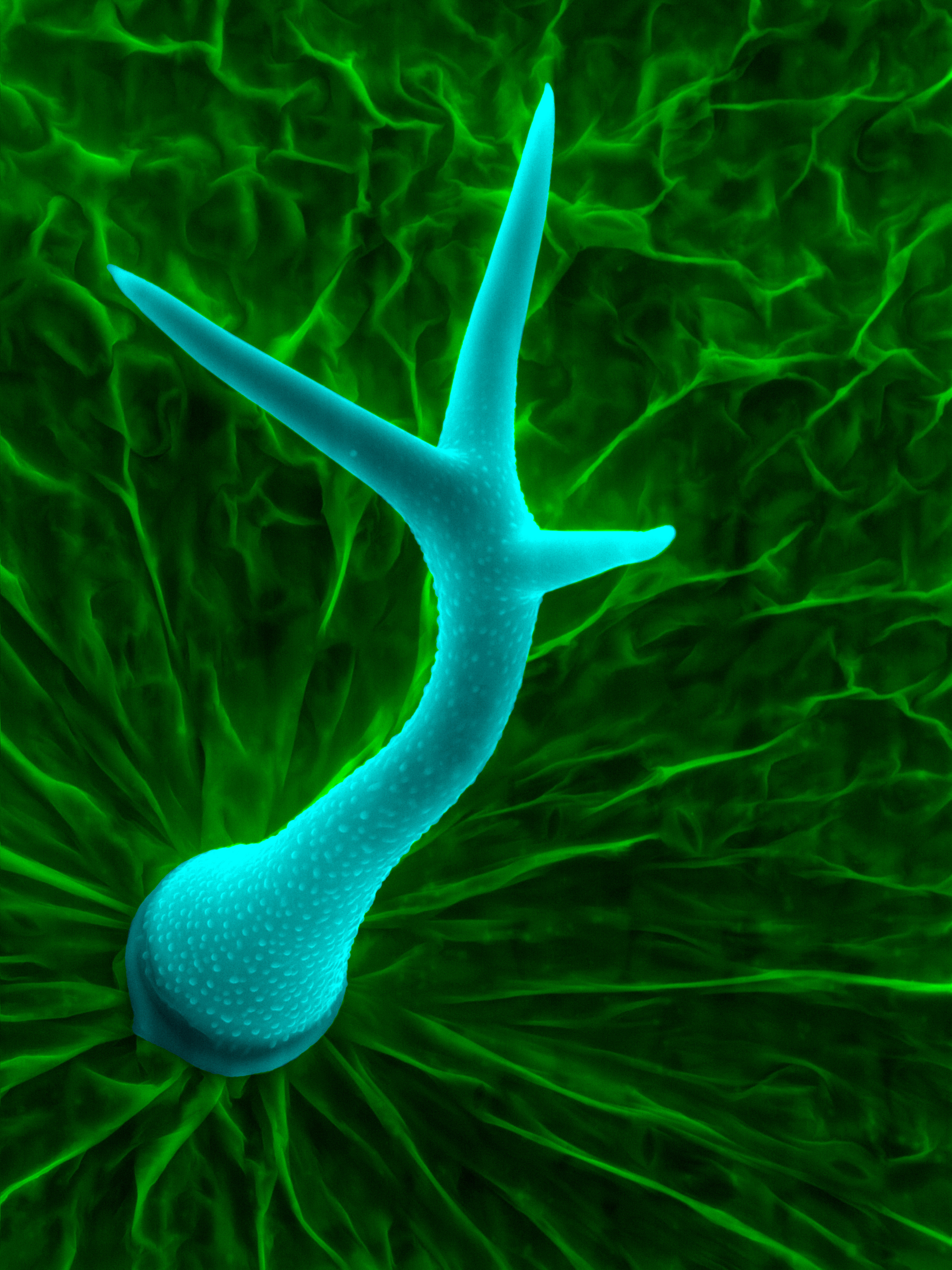
Imagen tomada con un microscopio electrónico de barrido de un tricoma de Arabidopsis thaliana.

Presente en los cinco continentes; escasa en América del Sur, Asia y Canadá. En la península ibérica se encuentra en todas las provincias.

## Hábitat
Es endémica de Europa, Asia, noroeste de África,  islas británicas, sur de Azores y Marruecos, este de Japón, sureste y norte de India. Se encuentra en los bordes de los caminos, terrenos sueltos y secos.

## Usos
Al conocerse su mapa genético, esta planta es ampliamente utilizada para la experimentación genética.
En el año 1907 el Dr. F. Laibach (1885-1966) descubrió el número de cromosomas de la Arabidopsis thaliana:  2n = 10; sugiriendo el potencial para la experimentación genética, entre otras razones por la brevedad de su ciclo vital.
En el año 1996 más de doscientos científicos que trabajan en 35 instituciones diferentes crean el proyecto de investigación, AGI (Iniciativa para el Genoma de la Arabidopsis). En diciembre del año 2000 se presentó por vez primera el mapa genético de la planta con 25 498 genes identificados que codifican proteínas de 11 000 familias, la Arabidopsis thaliana, se convirtió así en la primera planta cuyo genoma ha sido secuenciado.
Su genoma posee un tamaño de aproximadamente 135 Mb, y durante bastante tiempo se pensó que su genoma era el más pequeño de las plantas con flores. Hoy día se sabe que las plantas del género Genlisea poseen un tamaño de genoma más pequeño, del orden de 63,5 Mb.

## Imágenes

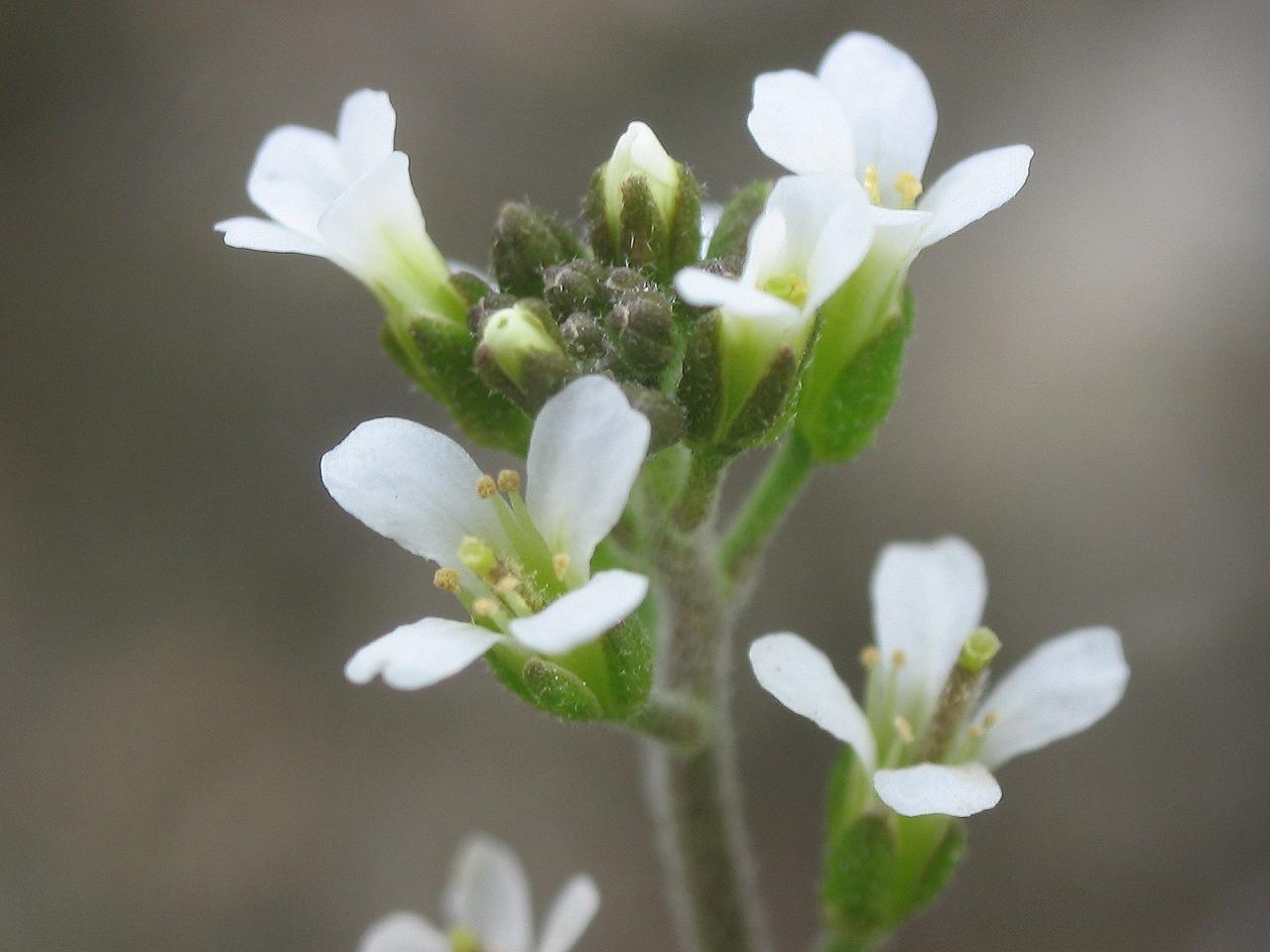
Inflorescencias.
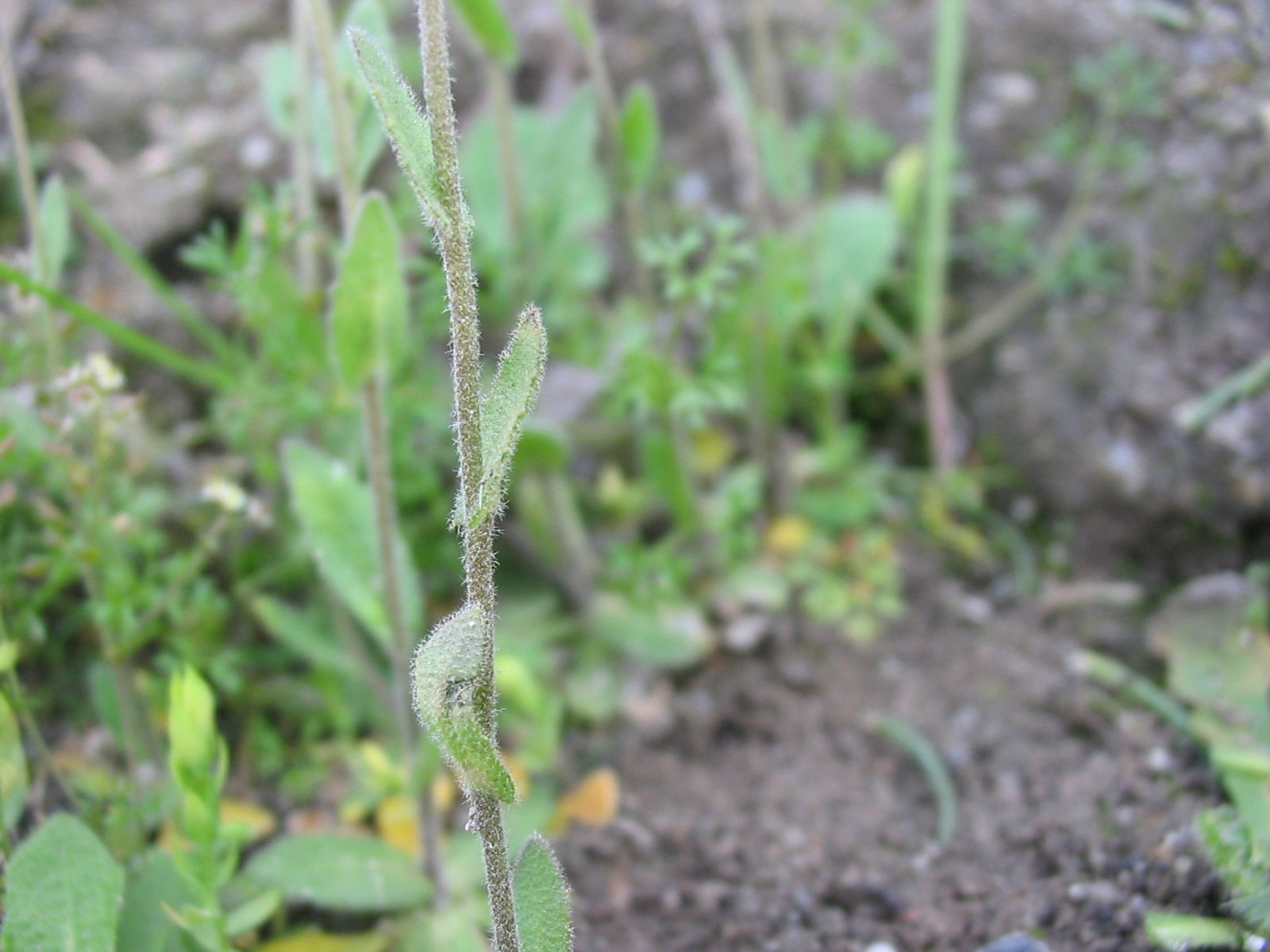
Hojas del tallo diferentes a las basales.
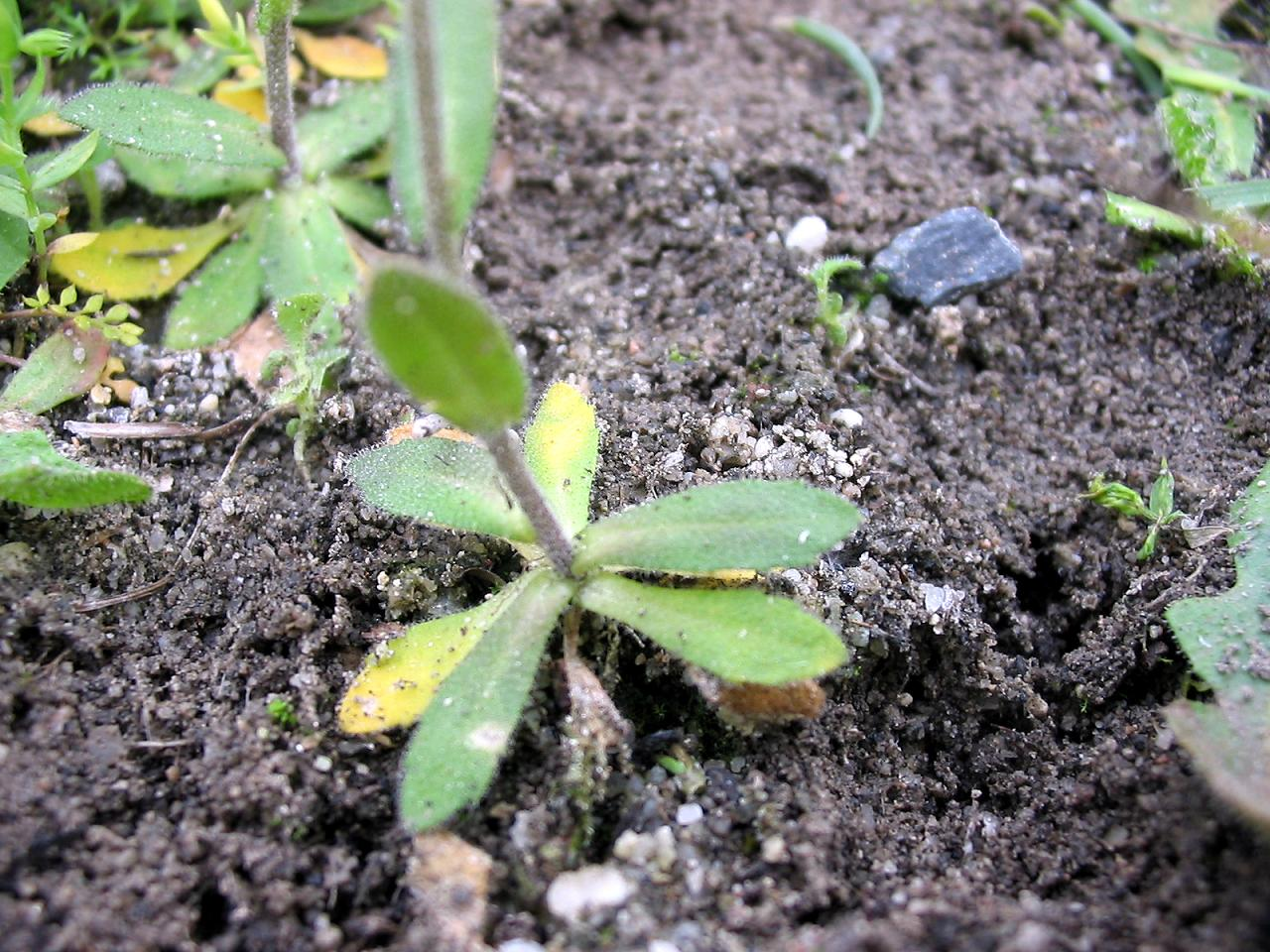
Detalle de las hojas basales más grandes.
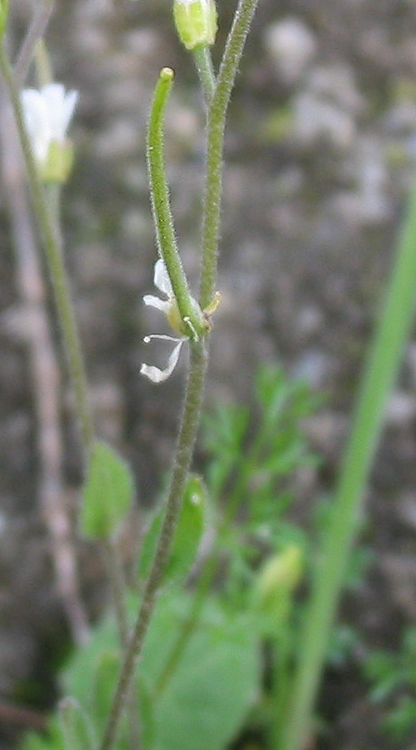
Fruto.